# Emily Brydon
Pour les articles homonymes, voir Brydon.
Emily Brydon, née le 27 avril 1980 à Fernie, est une skieuse alpine canadienne. Elle a, au cours de sa carrière, remporté une victoire en coupe du monde lors d'un super G à Saint-Moritz.

## Carrière sportive
En juniors, elle obtient une médaille d'argent aux championnats du monde juniors de 2000 à Lac Beauport (Québec) dans l'épreuve du slalom derrière la Suédoise Anja Pärson. La même saison, elle fait ses débuts en coupe du monde en prenant part au slalom géant de Copper Mountain duquel elle ne parvient pas à se qualifier en seconde manche le 19 novembre 1999 puis rentre pour la première fois dans les points à l'occasion de la descente de Lake Louise en prenant la 30e place.
En 2001, elle termine pour la première fois dans le top 10 à l'issue d'une épreuve de coupe du monde lors du Super G d'Aspen le 24 novembre 2000 puis monte pour la première fois sur un podium lors de la descente de Saint-Moritz le 16 décembre avec une 3e place derrière les Autrichiennes Brigitte Obermoser et Renate Götschl. Cela lui permet à la fin de la saison de se classer au 34e rang mondial, cependant elle a dû mettre un terme à sa saison lors des championnats du monde de ski alpin 2001 de Sankt Anton (elle parvient tout de même avant sa blessure à avoir une 7e place au combiné et une 12e place au super G) où elle est victime d'une déchirure au ligament croisé au genou droit puis six mois plus tard elle subit la même blessure au genou gauche.
Malgré ses blessures et le manque de compétition (aucune participation à une épreuve de coupe du monde), elle décide de s'aligner aux Jeux olympiques d'hiver de 2002 à Salt Lake City, elle prend la 38e place en slalom géant et la 27e place en slalom.
De retour en coupe du monde en 2003, elle signe une encourageante 8e place en super G à Lake Louise, mais la saison est marquée par des résultats irréguliers, finalement elle se classe que 64e au général. Aux Mondiaux 2003, elle s'aligne dans toutes les disciplines mais sa meilleure performance n'est qu'une 11e place en combiné. En 2004, elle termine au pied du podium en descente (4e place) à Lake Louise, puis marque régulièrement des points dans les épreuves de descente et de super G. Cela lui permet d'élever son meilleur rang au général avec une 27e place.
Elle poursuit la saison 2005 sur le même tempo, sa régularité ponctuée par quelques performances (3e au combiné de San Sicario, 5e à la descente de San Sicario, 7e à la descente de Cortina d'Ampezzo) lui vaut une 20e place au classement général et une 3e place au classement du combiné. Aux Mondiaux 2005, elle reste sur cette même régularité avec une 13e place en combiné et super G, et une 11e place en descente. En 2006, malgré un podium à Val d'Isère (3e en super G), elle baisse d'un ton dans ses performances et prend la 40e place au général. Entre-temps, elle participe aux Jeux olympiques d'hiver de 2006 à Turin où elle obtient la 13e place au combiné, la 9e en super G et la 20e en descente.
En 2007, elle réussit à intégrer le top 20 du classement général en coupe du monde avec une 16e place, grâce à sa régularité dans les épreuves de descente (13e place au classement), de super G (9e place au classement) et du combiné (10e au classement). Entre-temps, aux Mondiaux 2007, sa meilleure performance est une 10e place au combiné. En 2008, après quelques contre-performances, Brydon semble avoir retrouvé son meilleur niveau : après un podium à Saint-Moritz en décembre 2007 (2e lors du super G), elle réalise un début d'année 2008 réussi avec une 3e en descente, une 4e et 11e place en super G à Cortina d'Ampezzo. De retour à Saint-Moritz, elle termine de nouveau 4e en descente avant de remporter sa première victoire en coupe du monde lors du super G le 3 février 2008, devenant la cinquième Canadienne à s'imposer en super G en coupe du monde.
En 2009-2010, Brydon dispute l'ultime saison de sa carrière au plus haut niveau et s'illustre dès l'entame de l'hiver en se classant deuxième et troisième des descentes de Lake Louise, qui portent son bilan à neuf podiums en Coupe du monde. Quelques semaines plus tard, elle participe aux Jeux olympiques dans son pays à Vancouver, pour finir seizième de la descente et quatorzième du super-combiné.

## Palmarès

### Jeux olympiques d'hiver
| Épreuve / Édition | Salt Lake City 2002 | Turin 2006 | Vancouver 2010 |
| Descente          | -                   | 20e        | 16e            |
| Super G           | -                   | 9e         | Abandon        |
| Slalom géant      | 38e                 | -          | -              |
| Slalom            | 27e                 | -          | -              |
| (Super-)Combiné   | -                   | 13e        | 14e            |

### Championnats du monde
| Épreuve / Édition | Sankt Anton 2001 | Saint-Moritz 2003 | Bormio 2005 | Åre 2007 | Val d'Isère 2009 |
| Descente          | Abandon          | 18e               | 11e         | 24e      | 11e              |
| Super G           | 12e              | 23e               | 21e         | 13e      | 13e              |
| Slalom géant      |                  | 24e               |             |          |                  |
| Slalom            |                  | 20e               |             | 34e      |                  |
| Combiné           | 7e               | 11e               | 13e         | 10e      | Abandon          |

### Coupe du monde
- Meilleur classement général : 14e en 2008.
- 9 podiums, dont 1 victoire (1 en Super G).

#### Détail des victoires
| Édition / Épreuve | Super G      |
| 2007-2008         | Saint-Moritz |

#### Classements en Coupe du monde
| Année/Classement | Année/Classement | Général | Général | Descente | Descente | Super G | Super G | Géant  | Géant  | Slalom | Slalom | Combiné | Combiné |
| ---------------- | ---------------- | ------- | ------- | -------- | -------- | ------- | ------- | ------ | ------ | ------ | ------ | ------- | ------- |
| Année/Classement | Année/Classement | Class.  | Points  | Class.   | Points   | Class.  | Points  | Class. | Points | Class. | Points | Class.  | Points  |
| 2000             | 2000             | 95e     | 24      | 62e      | 1        | 51e     | 23      | -      | -      | -      | -      | -       | -       |
| 2001             | 2001             | 34e     | 254     | 16e      | 154      | 23e     | 93      | -      | -      | 52e    | 7      | -       | -       |
| 2002             | 2002             | -       | -       | -        | -        | -       | -       | -      | -      | -      | -      | -       | -       |
| 2003             | 2003             | 64e     | 81      | 45e      | 4        | 20e     | 77      | -      | -      | -      | -      | -       | -       |
| 2004             | 2004             | 27e     | 292     | 12e      | 192      | 20e     | 100     | -      | -      | -      | -      | -       | -       |
| 2005             | 2005             | 20e     | 341     | 12e      | 155      | 19e     | 109     | 41e    | 17     | -      | -      | 3e      | 60      |
| 2006             | 2006             | 40e     | 187     | 44e      | 29       | 17e     | 120     | 38e    | 20     | -      | -      | 21e     | 18      |
| 2007             | 2007             | 16e     | 414     | 13e      | 189      | 11e     | 140     | 46e    | 9      | -      | -      | 10e     | 76      |
| 2008             | 2008             | 14e     | 546     | 10e      | 218      | 5e      | 270     | 56e    | 0      | -      | -      | 12e     | 58      |
| 2009             | 2009             | 29e     | 279     | 16e      | 124      | 20e     | 86      | -      | -      | -      | -      | 12e     | 69      |
| 2010             | 2010             | 20e     | 359     | 6e       | 219      | 19e     | 93      | -      | -      | -      | -      | 10e     | 47      |

### Championnats du monde junior
- Médaille d'argent du slalom en 2000.

### Coupe d'Europe
- 4 podiums, dont 2 victoires.

### Coupe nord-américaine
- 19 podiums, dont 12 victoires.

### Championnats du Canada
- Championne du super G en 1998, 2004, 2005 et 2010.
- Championne de la descente en 1999 et 2004.
- Championne du slalom en 2005.